# Starke County
Starke County ist ein County im Bundesstaat Indiana und hat 23.556 Einwohner. Der Name Starke rührt der Sage nach vom Freiheitskämpfer John Stark, der im 17. Jahrhundert dort sehr aktiv war. Starke County ist ein eher ländlich geprägtes County und das wohl städtischste ist der Flughafen.
Zwei Bauwerke des Countys sind im National Register of Historic Places eingetragen (Stand 4. September 2017).